# Ross Kemp
Ross James Kemp (Barking, 21 juli 1964) is een Engelse acteur en documentairemaker. Hij is vooral bekend als Grant Mitchell uit de Britse soap EastEnders (1990-1999/2005-2006/2016) en speelde ook de rol van Cinna in de televisiefilm Spartacus (2004).
Daarvoor was Kemp o.a. in de series Emmerdale (1986) en London's Burning (1989) te zien; ook maakte hij reclame voor Kellogg's ontbijtgranen.
Kemp is de zoon van een Britse militair. In maart 2007 vertrok hij met de voortzetting van het aloude Royal Norfolk Regiment, het fameuze legeronderdeel waar ook zijn vader gediend had, naar de basis Camp Bastion in de provincie Helmand in het zuiden van Afghanistan. Daar maakte hij documentaires voor de serie Ross Kemp in Afghanistan voor de zender Sky1 en die die onder meer ook werd uitgezonden op Discovery Channel. In die documentaires sprak hij met de Britse militairen en de plaatselijke bevolking en tevens was hij aanwezig bij gevechten met de Taliban. Zijn documentaireserie Ross Kemp on Gangs won een BAFTA. Ook zijn serie documentaires over de strijd in Afghanistan tijdens de Operation Enduring Freedom werd daarvoor genomineerd.
In 2016 maakte Kemp drie korte comebacks in Eastenders.

## Persoonlijk leven
Kemp is sinds 2012 getrouwd met de Australische Renee O'Brien; ze hebben vier kinderen waaronder een meisjestweeling.

## Filmografie

### Documentaires
Gebaseerd op zijn documentaires voor de zender Sky1 verschenen meerdere boeken:
- Ross Kemp on Gangs
- Ross Kemp in Afghanistan - My Experiences on the Front Line with the British Forces (2009)
- Ross Kemp: In Search of Pirates
- Ross Kemp: Battle for the Amazon
- Ross Kemp: Extreme World
- Ross Kemp: Back on the Frontline
- Ross Kemp Meets the Glue Kids of Kenya
- Ross Kemp: Middle East
- Ross Kemp: Extreme World India
- Ross Kemp: Syria & Iraq
- Ross Kemp: The fight against Isis